# Agrostis trinii
Agrostis trinii é uma espécie de gramínea do gênero Agrostis, pertencente à família Poaceae.